# Lijst van burgemeesters van Nederhemert
Dit is een lijst van burgemeesters van de voormalige Nederlandse gemeente Nederhemert in de provincie Gelderland.

Deze gemeente omvatte het dorp Nederhemert (Zuid en Noord) en heeft bestaan tot en met 1955. Daarna werd het samengevoegd met het Gelderse Kerkwijk. Sinds 1 januari 1999 maakt het deel uit van de gemeente Zaltbommel.
| Ambtsperiode         | Naam burgemeester                          | Partij of stroming | Bijzonderheden                                                   |
| -------------------- | ------------------------------------------ | ------------------ | ---------------------------------------------------------------- |
| 1810 - 1823          | O.F. van Ommeren                           |                    |                                                                  |
| 1823 - 1855          | C.W. van Ommeren                           |                    |                                                                  |
| 1856 - 1859          | J.G. (Johannes Gerardus) de Groot Schimmel |                    |                                                                  |
| 1859 - 1871          | A.J.H.M.A. baron van Nagell                |                    |                                                                  |
| 1871 - 1888          | B.J. van Ommeren                           |                    |                                                                  |
| 18 april 1888 - 1893 | J.L.W. baron van Hardenbroek van Lockhorst |                    |                                                                  |
| 1893 - 1903          | K.G.W. baron van Wassenaer                 | CHU                |                                                                  |
| 1903 - 1910          | F.W. baron van der Borch van Vorden        |                    |                                                                  |
| 1910 - 1918          | E.J. baron Lewe van Aduard                 |                    |                                                                  |
| 1918 - 1919          | jhr.mr. J.E.W. Twiss Quarles van Ufford    |                    |                                                                  |
| 1919 - 1950          | C.W. van Ommeren                           |                    |                                                                  |
| 1950 - 1955          | C. van de Werken                           |                    | Waarnemend/loco-burgemeester? Aansluitend burgemeester van Hedel |